# 岐阜県立国際たくみアカデミー
岐阜県立国際たくみアカデミー（ぎふけんりつこくさいたくみアカデミー）は、岐阜県美濃加茂市にある岐阜県が運営する施設（教育機関）。たくみは匠を意味する。英語表示の場合、INTERNATIONAL TAKUMI ACADEMY　となり、たくみはそのままローマ字表示となる。

## 概要
- 2002年（平成14年）に岐阜県が策定した「国際たくみアカデミー設立基本計画」に基づき、2003年（平成15年）に開設された。従来の高等技能専門校に新設の短期大学校を加えた、ものづくりに関する実践的な技能や専門知識を取得する総合的な教育訓練機関である。
- 岐阜県立国際たくみアカデミーは総称であり、岐阜県立国際たくみアカデミー職業能力開発短期大学校と岐阜県立国際たくみアカデミー職業能力開発校の2つの学校がある。
- かつては高山市にブランチ（分校）として「木工芸術スクール」が設置されていたが、分立し、岐阜県立木工芸術スクールとなっている。木工芸術スクールは国際たくみアカデミーの姉妹校となっており、公式ウェブサイトも共用である。

## 所在地
- 岐阜県美濃加茂市蜂屋町上蜂屋3545-3

## 交通
- 高山本線・太多線「美濃太田駅」下車、徒歩約30分。
- 長良川鉄道「前平公園駅」下車、徒歩約15分。
- あい愛バスさとやま線「国際たくみアカデミー」バス停より徒歩すぐ。

## 沿革
岐阜県には5つの県立の高等技能専門校（岐阜高等技能専門校・大垣高等技能専門校・美濃加茂高等技能専門校・中津川高等技能専門校・高山高等技能専門校）が設置されていた。これらの高等技能専門校を統合し、美濃加茂高等技能専門校を本校、高山高等技能専門校を分校とし、新たに職業能力開発短期大学校を設置し、開校した。ここでは事実上の前身である美濃加茂高等技能専門校についても記述する。

### 美濃加茂高等技能専門校
- 1947年（昭和22年） - 加茂郡川辺町に太田木工芸補導所を開設。
- 1948年（昭和23年） - 太田木工芸公共職業補導所に改称。
- 1949年（昭和24年） - 加茂郡古井町（現・美濃加茂市）に移転。
- 1954年（昭和29年） - 美濃加茂公共職業補導所に改称。
- 1958年（昭和33年） - 美濃加茂公共職業訓練所に改称。
- 1960年（昭和35年） - 美濃加茂市森山町に移転。
- 1969年（昭和44年） - 岐阜県立美濃加茂専修職業訓練校に改称。
- 1974年（昭和49年） - 岐阜県立美濃加茂高等技能専門学校に改称。
- 1978年（昭和53年） - 岐阜県立美濃加茂高等技能専門校に改称。
- 1982年（昭和57年） - 美濃加茂市蜂屋町上蜂屋（現在地）に移転。
- 2000年（平成12年） - 人材開発センターを附設。

### 国際たくみアカデミー
- 1998年（平成10年） - 岐阜県職業能力開発審議会により高等技能専門校のあり方答申が提出され、5つの県立の高等技能専門校の統廃合が提案される。美濃加茂高等技能専門校を本校、高山高等技能専門校を分校とし、岐阜、中津川、大垣の3校を段階的に廃止することとなる。
- 2000年（平成12年）3月 - 岐阜高等技能専門校が廃校。
- 2001年（平成13年）3月 - 中津川高等技能専門校が廃校。
- 2002年（平成14年） - 岐阜県により、岐阜県立国際たくみアカデミー設立基本計画が作成される。
- 2003年（平成15年）
  - 1月 - 岐阜県立国際たくみアカデミー設置のため、美濃加茂高等技能専門校の隣接地を校地としての造成を開始。
  - 4月 - 岐阜県立国際たくみアカデミー開設。美濃加茂高等技能専門校を岐阜県立国際たくみアカデミー職業能力開発校に改称。大垣高等技能専門校を廃止。高山高等技能専門校を分校とし、岐阜県立国際たくみアカデミー木工芸術スクールとする。廃止した大垣高等技能専門校の施設（2021年現在、岐阜県立西濃高等特別支援学校に転用）を使用し、岐阜県立国際たくみアカデミー職業能力開発短期大学校が開校。
- 2005年（平成17年）4月 - 国際たくみアカデミー職業能力開発短期大学校の校舎が完成し、移転。
- 2018年（平成30年） - 国際たくみアカデミー木工芸術スクールが岐阜県立木工芸術スクールとして分立。

## 岐阜県立国際たくみアカデミー職業能力開発短期大学校
職業能力開発促進法に基づく職業能力開発短期大学校。機械系と建築系の技術を取得する。機械、建築の実践的技術と専門的知識を習得する。現場のリーダーの育成が中心である。

### 訓練科
- 生産技術科（履修期間2年）
- 建築科（履修期間2年）

## 岐阜県立国際たくみアカデミー職業能力開発校
職業能力開発促進法に基づく職業能力開発校。土木、住宅、自動車整備などの技能、知識を取得する。早期就職が可能な即戦力となる人材育成が中心。

### 訓練科
- 設備システム科（履修期間1年）
- 住宅建築科（履修期間1年）
- 自動車エンジニア科（履修期間2年）